# ’Deed I Do
’Deed I Do ist ein Lied, das Fred Rose (Musik) und Walter Hirsch (Text) verfassten und 1926 veröffentlichten. Er wurde zu einem viel gespielten Jazzstandard.

## Hintergrund
Das in E-Dur in der Form AA'BA' als langsamer Foxtrott geschriebene, aber inzwischen meist in sehr schnellem Tempo gespielte Lied ’Deed I Do wurde vom Vaudeville-Künstler S. L. Stambaugh vorgestellt und in den Vereinigten Staaten vor allem durch die Plattenaufnahmen von Ruth Etting und Ben Bernie populär.
„Im Refrain des Liedtextes wird die Frage gestellt Do I Want You?, die von der Titelzeile ’Deed I Do beantwortet wird, mit einem Minimum an Noten und schleppenden Harmonien. Die Haupteigenschaft des Songs ist das vorherrschende rhythmische Motiv von punktierten Viertelnoten nach einer Achtelnote, verbunden mit einer halben Note. Die offene Harmonik ermöglicht einen Neuanfang für eine fantasievolle Improvisation.“

## Erste Aufnahmen
Zu den ersten Musikern, die den Song ab 1926 aufnahmen, gehörten Al Lentz (Banner), The Radiolites (Columbia, mit Johnny Marvin), Benny Goodman 1926 mit Ben Pollack and His Californians (Victor) und Noble Sissle (Okeh).

## Spätere Coverversionen
Der Diskograf Tom Lord listet im Bereich des Jazz insgesamt 424 (Stand 2015) Coverversionen, u. a. von Bunny Berigan, Ruby Braff, Ray Charles, Billy Eckstine, Earl Hines, Lena Horne, Diana Krall, Red Norvo, Jean Omer, Rita Reys & Lars Gullin, Charlie Spivak, Jack Teagarden, Lee Wiley, Lester Young und vom Sauter-Finegan Orchestra.